# Свети Георги (Сятища)
Вижте пояснителната страница за други значения на Свети Георги.
„Свети Георги“ (на гръцки: Αγίου Γεωργίου) е православна църква в град Сятища, Егейска Македония, Гърция, част от Сисанийската и Сятищка епархия.
Църквата е изградена в най-източната част на града между двете махали Хора и Герания. На мястото традиционно на Гергьовден са се провеждали борбите между двете махали. Построена е в 1760 година или в началото на XIX век. Представлява трикорабна базилика, изградена изцяло от сиво-бял камък и е обградена от впечатляващи каменни арки от двете страни. Във вътрешността е изписана с фрески в 1847-1848 година. Има дървен иконостас. Запазени са медни гравюри от 1765 година и малка мраморна мивка от 1753 година.